# Phản ứng giật mình
Ở động vật, bao gồm cả con người, phản ứng giật mình là phản ứng phòng thủ phần lớn mang tính vô thức đối với các kích thích đột ngột hoặc đe dọa, như tiếng ồn bất ngờ hoặc chuyển động sắc nét, và có liên quan đến ảnh hưởng tiêu cực. Thông thường sự khởi đầu của phản ứng giật mình là phản ứng phản xạ giật mình. Phản xạ giật mình là phản ứng phản xạ não (phản xạ) có tác dụng bảo vệ các bộ phận dễ bị tổn thương, như sau gáy (giật toàn thân) và mắt (liên kết mắt) và tạo điều kiện chạy thoát khỏi các kích thích đột ngột. Phản xạ này được tìm thấy trong suốt tuổi thọ của nhiều loài. Một loạt các phản ứng có thể xảy ra do trạng thái cảm xúc của từng cá nhân, tư thế cơ thể, chuẩn bị thực hiện một nhiệm vụ vận động, hoặc các hoạt động khác. Phản ứng giật mình có liên quan đến sự hình thành các ám ảnh cụ thể.  

## Phản xạ giật mình

### Sinh lý thần kinh

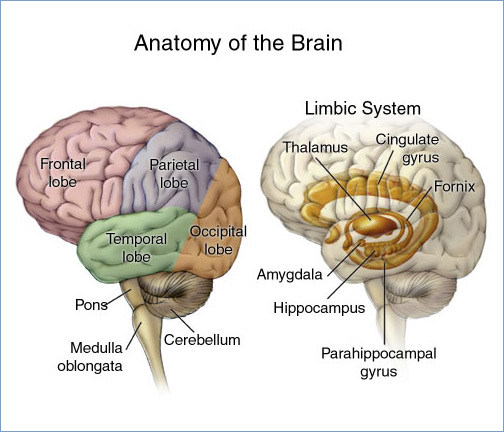
Phân bố chi tiết của não

Một phản xạ giật mình có thể xảy ra trong cơ thể thông qua sự kết hợp của các hành động. Phản xạ nghe thấy tiếng ồn lớn đột ngột sẽ xảy ra trong con đường phản xạ giật mình âm thanh chính bao gồm ba khớp thần kinh trung tâm chính, hoặc tín hiệu truyền qua não.
Đầu tiên, có một khớp thần kinh từ các sợi thần kinh thính giác trong tai đến các tế bào thần kinh rễ ốc tai (CRN). Đây là những tế bào thần kinh âm thanh đầu tiên của hệ thống thần kinh trung ương. Các nghiên cứu đã chỉ ra mối tương quan trực tiếp với mức độ giảm giật mình với số lượng CRN đã bị giết. Thứ hai, có một khớp thần kinh từ các sợi trục CRN đến các tế bào trong nhân reticularis pontis caudalis (PnC) của não. Đây là những tế bào thần kinh nằm trong các khối của não. Một nghiên cứu được thực hiện để phá vỡ phần này của con đường bằng cách tiêm hóa chất ức chế PnC đã cho thấy sự giảm đáng kể số lượng giật mình khoảng 80 đến 90 phần trăm. Thứ ba, một khớp thần kinh xảy ra từ các sợi trục PnC đến các tế bào thần kinh vận động trong nhân vận động ở mặt hoặc tủy sống sẽ trực tiếp hoặc gián tiếp điều khiển sự chuyển động của cơ bắp. Việc kích hoạt nhân vận động trên khuôn mặt gây ra một cú giật đầu trong khi kích hoạt ở tủy sống khiến toàn bộ cơ thể giật mình.
Trong các nghiên cứu vỏ não vận động của trẻ sơ sinh, người ta nhận thấy rằng, đối với một số kỹ thuật, các mô hình của phản ứng giật mình và phản xạ Moro có trùng hợp đáng kể, sự khác biệt đáng chú ý là sự vắng mặt của động tác vung tay (dang rộng) trong phản ứng giật mình.

### Phản xạ
Có nhiều phản xạ khác nhau có thể xảy ra đồng thời trong một phản ứng giật mình. Phản xạ nhanh nhất được ghi nhận ở người xảy ra trong cơ masseter hoặc cơ hàm. Phản xạ được đo bằng phương pháp điện cơ ghi lại hoạt động điện trong quá trình chuyển động của cơ bắp. Điều này cũng cho thấy phản ứng trễ hoặc độ trễ giữa kích thích và phản hồi được ghi nhận là khoảng 14 mili giây. Nháy mắt là phản xạ của cơ orbicularis oculi được tìm thấy có độ trễ khoảng 20 đến 40 mili giây. Trong số các bộ phận cơ thể lớn hơn, đầu nhanh nhất trong độ trễ chuyển động trong khoảng từ 60 đến 120 mili giây. Cổ sau đó di chuyển gần như đồng thời với độ trễ từ 75 đến 121 mili giây. Tiếp theo, vai giật ở tốc độ 100 đến 121 mili giây cùng với cánh tay ở mức 125 đến 195 mili giây. Cuối cùng, chân phản ứng với độ trễ từ 145 đến 395 mili giây. Kiểu phản ứng xếp tầng này tương quan với cách các khớp thần kinh di chuyển từ não và xuống tủy sống để kích hoạt mỗi nơron vận động.

## Sách tham khảo
- Carney Landis; William Alvin Hunt; Hans Strauss (1939). The startle pattern. Farrar & Rinehart., review
- Robert C. Eaton (1984). Neural Mechanisms of Startle Behavior. ISBN 978-0306415562.
- Jones, FP; Hanson, JA; Gray, FE (1964). "Startle as a Paradigm for Malposture". Perceptual and Motor Skills. Quyển 19. tr. 21–22. doi:10.2466/pms.1964.19.1.21. PMID 14197451.
- Jones, FP (1965). "Method for Changing Stereotyped Response Patterns by the Inhibition of Certain Postural Sets". Psychological Review. Quyển 72 số 3. tr. 196–214. doi:10.1037/h0021752. PMID 14324557.